# Michael von Székely
Michael von Székely (* 1703 in Warschaad; † 16. Januar 1772 in Radau in Oberschlesien) war ein königlich-preußischer Generalmajor und Chef des Husaren-Regiments Nr. 1.
Er stammt aus Ungarn, sein Vater war kaiserlicher Oberst. 1722 verkaufte er das Gut Warschaad im Tolnenser Komitat an den Grafen von Mercy (später bei Parma gefallen).
Er selbst trat 1726 in sächsische Dienste und 1733 in preußische. Am 20. Oktober 1733 wurde er Premier-Lieutenant der Husaren. Im Jahre 1734 wurde er an das Husaren-Regiment Nr. 2 (Beneckendorff) versetzt. 1741 erhielt er ein eigenes Schwadron bei den Braunen Husaren. Nach der Schlacht bei Chotusitz wurde er im Mai 1742 Major, im Juni 1749 Oberstleutnant und Kommandeur des Regiments. Im September 1750 wurde er Oberst und erhielt das Husaren-Regiment Nr. 1 (Dewitz). Im April 1758 wurde er zum Generalmajor ernannt. Im gleichen Jahr erbat er den Abschied und bekam ihn auch bewilligt, da seine Gesundheit sehr angeschlagen war.
Er starb auf seinem Gut Radau bei Guttenau in Oberschlesien.

## Familie
Er war mit einer von Witzleben verheiratet. Eventuell war er schon zuvor mit einer von Gobben verheiratet.
Die Tochter Augustine († 2. Januar 1820 in Breslau) war seit 1765 mit Hans Karl Friedrich von Jeetze († 7. März 1793) verheiratet.